# Umm al-kitāb (islamisch-gnostisches Werk)
Das Umm al-kitāb (Arabisch: أمّ الکتاب, translit. umm al-kitāb, lit. ‚Mutter der Bücher‘) ist ein islamisch-gnostisches Werk aus dem 8. Jahrhundert, ursprünglich auf Arabisch geschrieben. Es bietet eine esoterische Hermeneutik bezüglich des Menschen, der Kosmogonie und der Epistemologie im koranischen Kontext. Der Inhalt weist zudem Ähnlichkeiten mit vielen vor-islamischen Glaubensrichtungen auf, wie dem Manichäismus und dem Valentinianismus.

## Inhalt
Das Werk handelt von einem Diskurs zwischen Muhammad al-Bāqir und einigen seiner Schüler über die Rolle des Menschen im Kosmos. Eines der zentralen Motive behandelt den Fall des Engels Asasel, der sich selbst zu einem Gott neben Allah ernannte und anschließend mit seinen Gefolgsleuten in immer tiefere Sphären verbannt wird und jedes Mal eine Farbe seiner Seele verliert. Aus den Körpern der Anhänger Asasels wird anschließend die materielle Welt erschaffen. Nachdem der Mensch den sexuellen Verführungen der Dämonen verfällt, findet er sich in jener materiellen Welt wieder. Eine weitere zentrale Figur ist Salman, wahrscheinlich angelehnt an Salmān al-Fārisī, der als erster persischer Anhänger Muhammeds gilt. Dieser nimmt die Rolle des Vertreters Gottes ein und stellt den Gegner Asasels.